# 東愛知新聞
東愛知新聞（ひがしあいちしんぶん）は、愛知県豊橋市に本店を置く株式会社東愛知新聞社が発行する地方紙で、愛知県東三河地方で発行されている。日本新聞協会に加盟している。
1957年11月15日に「夕刊とよはし」として創刊、翌年に「豊橋毎日新聞」と改題し朝刊紙へと転換。1963年に近隣の「豊川市民新聞」「蒲郡日日新聞」などを吸収合併し発行エリアを拡大、現在の「東愛知新聞」へと改題した。

## 紙面概要
豊橋、豊川、蒲郡、田原、新城、奥三河のニュース・話題を主に取り上げ、宇連ダム、大島ダムの貯水量がわかる「水がめ情報」、小学生の書道作品や絵画を掲載する「紙上作品展」、週替わりで店やスポットを紹介する「みかわウィークリー」、東三河の空き巣件数を示す「どろぼう天気」、さまざまな話題を掘り下げる「チェックポイント」やギャラリー展示情報など、地域に根差した連載やコーナーを展開している。
豊橋市に本店を置く競合紙としては東海日日新聞（日本新聞協会非加盟のため雑誌扱い）もあるが、同紙より後発の参入ながら発行部数では上回る。購読者層は官公庁や商業関係者に多い。東三河のJR東海の駅売店や一部のコンビニエンスストアでも即売されている。
毎年選出される「海」「港」「船」の3王からなる「ミスみなと」の主催社としても知られる。

## 東愛知新聞社の日
創刊50周年となる2007年、ミスみなと/創刊50周年記念としてハワイ旅行（2007年11月4日 - 11月8日）を実施。最終日、11月7日のディナーパーティーには東愛知新聞創刊50周年と28回のミスみなとツアーを祝って、イサシ・ケン・ホカマ・ホノルル市長スペシャルアシスタント（ムヒー・ハネマン・ホノルル市長）から11月7日を「東愛知新聞とミスみなとの日」に制定する宣言書が藤村圭吾社長に手渡された。宣言書は、ミスみなとハワイ訪問での三河港や豊橋市のPRや両市の友好活動の貢献の積み重ねを高く評価。今後もハワイと日本、豊橋市民との強い絆を宣言している。

## 沿革
- 1957年11月15日 - 「夕刊とよはし」として創刊[1]。
- 2014年1月に紙齢2万号を迎え、同年5月にホテルロワジール豊橋で記念パーティー開催。

## 本社・支社・支局等
- 本社:豊橋市
- 支社・支局等: 名古屋市中区

## テレビ欄
- 東海テレビ、NHK Eテレ名古屋放送局、NHK総合テレビ名古屋放送局、中京テレビ、CBCテレビ、メ〜テレ、テレビ愛知の番組表が掲載されている。

## 諸問題
- 当紙は2011年3月から2015年3月にかけて、東日本大震災の街頭募金活動への参加協力を呼び掛ける特集面を掲載していた。ところが、これらの記事にかかる広告費のうちの半分を被災地に寄付するとして協賛企業から広告費を集めていたが、実際には全額を社の収益として処理していた。2015年になって内部告発により判明したもので、東愛知新聞社は経理ミスを認め、公益財団法人豊橋善意銀行に売上高の約半分である約450万円を寄付した[2]。日本新聞協会は2016年2月17日から当紙に1年間の会員資格停止処分を決定した[3]。